# Saga (empereur)
Pour les articles homonymes, voir Saga (homonymie).
 (novembre 2019).
Si vous disposez d'ouvrages ou d'articles de référence ou si vous connaissez des sites web de qualité traitant du thème abordé ici, merci de compléter l'article en donnant les références utiles à sa vérifiabilité et en les liant à la section « Notes et références ».
L'empereur Saga (嵯峨天皇, Saga Tennō, 3 octobre 786 – 24 août 842) était le cinquante-deuxième empereur du Japon, selon l'ordre traditionnel de la succession, et a régné de 809 à 823. Son nom personnel était prince Kamino.
Saga était un érudit, connaissant les classiques chinois, et selon la légende, le premier empereur du Japon à boire du thé. Il était également un calligraphe renommé, faisant partie des sanpitsu (« trois pinceaux ») de l'ère Kōnin. 

## Généalogie
Saga était le second fils de l'empereur Kammu, et le jeune frère de l'empereur Heizei, son prédécesseur.

### Impératrice
- Tachibana no Kachiko, ° 786, fille de Tachibana no Kiyotomo; impératrice (kōgō) en 809 ; surnommée Danrin Kōgō, morte en 850; dont il eut huit enfants

### Épouses et descendance
Saga eut 23 fils (6 princes impériaux) et 27 filles (12 princesses impériales) :
- Tachibana no Kachiko, née 786,morte en 850;  fille de Tachibana no Kiyotomo; impératrice (kogo) en 809 ; surnommée Danrin Kogo; mère de 2 princes impériaux et de 5 princesses impériales
  - Prince Masara, né en 810; futur empereur Nimmyō
  - Princesse Seishi (Masako), sa jumelle, née en 810, morte en 879; mariée à son oncle l'empereur Junna
  - Princesse Hideko, morte en 850
  - Princesse Toshiko, morte en 826
  - Prince Hidera, né 817, mort en 895
  - Princesse Yoshiko, morte en 839
  - Princesse Shigeko, morte en 851

- Princesse Takatsu, sa demi sœur, née vers 789, morte 841; fille de l'empereur Kammu et de Sakanoue no Matako;consort impériale (Hi) mère de un prince impérial et une princesse impériale
  - Prince Narira, mort 868
  - Princesse Nariko, morte en 815

- Tajihi no Takako, née 787, morte 825, fille de Tajihi no Ujimori; consort impériale (Hi)
- Fujiwara no Onatsu, morte 855, fille de Fujiwara no Uchimaro; consort impériale (Bunin)
- Ohara no Joshi (Kiyoko), morte 841, fille de Ohara no Yakatsugu; épouse impériale (nyogo); mère d'une princesse impériale
  - Princesse Ninshi, morte 889, princesse vestale d'Ise de 809 à 823
- Princesse Katano, fille du Prince Yamaguchi; épouse impériale (nyogo); mère d'une princesse impériale
  - Princesse Uchiko, née 807, morte 847; princesse vestale de Kamo de 810 à 831
- Kudara no Kimyo, morte 851, fille de Kudara no Shuntetsu, épouse impériale (nyogo);  mère de deux princes impériaux et une princesse impériale
  - Prince Motora, mort 831
  - Prince Tadara, né 819, mort 876; ministre du Cérémonial ; père d'une princesse qui épousa Fujiwara no Mototsune, (836 + 891), fils de Fujiwara no Nagara et de Fujiwara no Otoharu
  - Princesse Motoko, morte 831

- Iidaka no Yakatoji, concubine impériale (koi);  mère de deux fils
  - Prince Tokiwa, né en 812, mort 854; reçoit le nom de Minamoto en 814
  - Prince Akira, né en 814, mort en 852/853; reçoit le nom de Minamoto
- Akishino no Koko, fille de Akishino no Yasuhito; concubine impériale (koi); mère d'un fils 
  - Minamoto no Kiyoshi
- Yamada no Chikako, concubine impériale (koi);mère d'un fils et une fille
  - Minamoto no Hiraku, né 829, mort 869
  - Minamoto no Mituhime
- Kudara no Kyomyo, morte 849; fille de Kudara no Kyoshun; surnommée Naishi no kami;  mère de 2 fils et de 2 filles
  - Minamoto no Yoshihime, née 814
  - Minamoto no Sadamu, né 815, mort 863
  - Minamoto no Wakahime, née vers 820
  - Minamoto no Shizumu, né 824, mort 881

- Takashina no Kawako, dame de la cour, mère d'une princesse impériale
  - Princesse Soshi, morte 854
- Funya no Fumiko, fille de Funya no Kugamaro; dame de la cour, mère d'un prince impérial et de deux princesses impériales
  - Princesse Junshi, morte 863
  - Princesse Seishi, morte 853; mariée au Prince Fujii, son oncle, (800 + 850), fils de l'empereur Kammu et de Sakanoue no Haruko
  - Prince Atsushi
- Une fille de Hiroi no Otona; dame de la cour, mère d'un fils
  - Prince Makoto, né 810, mort 869; reçoit le nom de Minamoto en 814
- Fuse no Musashiko, dame de la cour, mère de deux filles
  - Minamoto no Sadahime, née 810, morte 880
  - Minamoto no Hashihime
- Une dame du clan  Kamitsuneko, dame de la cour, mère d'un fils
  - Minamoto no Hiromu, né 812, mort 863
- Une fille de Taima (Tajima) no Osadamaro, dame de la cour, mère de 2 filles:
  - Minamoto no Kiyohime, née 810, morte 856; mariée en 823 à Fujiwara no Yoshifusa, (804 + 872), fils de Fujiwara no Fuyutsugu.
  - Minamoto no Matahime, née 812, morte 882
- Une fille de Abe no Yamatsu, dame de la cour, mère d'un fils
  - Minamoto no Yutaka, né 813, mort 872
- Kasa no Tsugiko, fille de Kasa no Nakamori; dame de la cour, mère d'un fils
  - Minamoto no Ikeru, né 821, mort 872
- Une dame du clan Tanaka, dame de la cour, mère d'un fils
  - Minamoto no Sumu
- Une dame du clan Awata, dame de la cour, mère d'un fils
  - Minamoto no Yasushi, né 822, mort 853
- Ohara no Matako, fille de Ohara no Mamuro, dame de la cour, mère de 2 fils et une fille
  - Prince Tōru, né 822, mort 895; reçoit le nom de Minamoto; sadaijin (ministre de la Gauche) en 872; père de
    - Minamoto no Noboru, né 849, mort 918; Grand Conseiller en 914; père d'une princesse, mariée à Fujiwara no Tokihira, (871 + 909)

  - Minamoto no Tsutomu, né 824, mort 881
  - Minamoto no Mitsuhime
- Une fille de Koreyoshi no Sadamichi, dame de la cour, mère d'un fils
  - Minamoto no Masaru
- Une fille de Nagaoka no Okanari, dame de la cour, mère d'un fils
  - Minamoto no Sadashi
- Une dame du clan KI, dame de la cour, mère d'une fille:
  - Minamoto no Sarahime
- Kura no Kageko, dame de la cour, mère de 3 filles
  - Minamoto no Kamihime
  - Minamoto no Tatahime
  - Minamoto no Agahime
- Kannabi no Iseko, dame de la cour, mère d'une fille
  - Minamoto no Koehime
- Tachibana no Haruko, dame de la cour
- Onakatomi no Mineko, dame de la cour
- De mères non identifiées:
  - Minamoto no Tsugu
  - Minamoto no Yoshihime
  - Minamoto no Toshihime

## Biographie
En 809, son frère l'empereur Heizei, malade, se retire du trône et Saga lui succède, mais tombe peu après malade à son tour. Cela donne à Heizei, avec qui il s'était brouillé, l'opportunité de fomenter une rébellion avec sa concubine Fujiwara no Kusuko. Saga envoie alors le shogun Sakanoue no Tamuramaro, qui réprime la rébellion dans un bain de sang. À la suite de cela, Kusuko se suicide et Heizei se retire dans un monastère bouddhique.
Durant son règne, Saga crée une force de police, le kebishi et promulgue la loi Kōnin-kyaku qui interdit de tuer les animaux et abolit la peine de mort en 818. Il patronne le moine bouddhiste Kūkai, et l'aide à établir la branche japonaise du bouddhisme Shingon, en faisant construire pour lui le temple Tô-ji dans la capitale Heian-kyō (l'actuelle Kyoto).
Kugyō (公卿)
- Empereur Saga (嵯峨天皇?), r. 809-823[1]
- Udaijin, Fujiwara no Uchimaro (藤原内麿?), 806-812
- Udaijin, Fujiwara no Sonohito (藤原園人?), 812-818
- Udaijin, Fujiwara no Fuyutsugu (藤原冬嗣?), 821-825